# Ademir Santos
Ademir Santos (Bahia, 28 maart 1968) is een voormalig Japans voetballer.

## Carrière
Ademir Santos speelde tussen 1987 en 1996 voor Yamaha Motors en Shimizu S-Pulse.